# Gare de Zelem
La gare de Zelem est une ancienne gare ferroviaire belge de la ligne 35, de Louvain à Hasselt située à Zelem, section de la ville de Halen, dans la province de Limbourg en Région flamande.

## Situation ferroviaire
La gare de Zelem était située au point kilométrique (PK) 38,5 de la ligne 35, de Louvain à Hasselt entre la gare de Diest et celle, fermée, de Linkhout.

## Histoire
La section de Diest à Hasselt est livrée à l'exploitation le 1er juillet 1865 par la compagnie du Grand Central Belge. Zelem fait partie des gares d'origine de la ligne.
Zelem fait partie des arrêts supprimés par la SNCB le 29 septembre 1957. Le bureau de poste installé dans le bâtiment de la gare reste utilisé jusqu'en 1965 ; il sera démoli en 1967. L'annexe des toilettes, la halle aux marchandises et la route d'accès ont également disparu.
Jusqu'en 1970, il existait une voie de garage desservant l'usine de levure Moens.

## Patrimoine ferroviaire
Le bâtiment des recettes correspondait à un plan standard du Grand Central belge uniquement bâti sur la ligne Anvers - Hasselt (actuelles lignes 15, 16 et 35) ; Zichem et  Boechout sont les deux seuls exemples encore debout au XXIe siècle.
Construit avec une aile basse de trois travées à droite d'un un corps de logis à pignons transversaux, il est agrandi en 1903 avec une aile haute de service de 2 travées sur sa gauche pour agrandir les appartements de fonction du chef de gare et une extension de l'aile droite de deux travées.